# Yashdeep Siwach
Pour les articles homonymes, voir Siwach.
Yashdeep Siwach est un joueur de hockey sur gazon indien qui joue au poste de défenseur pour le Hockey Haryana et l'équipe nationale indienne.

## Carrière
Il a été appelé en 2022 pour concourir à la Coupe d'Asie 2022 à Jakarta.

## Palmarès
- : 3e à la Coupe d'Asie 2022